# Kolonia Pęcławice
Kolonia Pęcławice – wieś w Polsce położona w województwie świętokrzyskim, w powiecie staszowskim, w gminie Bogoria.
W latach 1975–1998 miejscowość administracyjnie należała do województwa tarnobrzeskiego. Wieś jest położona wzdłuż drogi powiatowej 0780T (Wola Malkowska - Bogoria - Klimontów).

## Dawne części wsi – obiekty fizjograficzne
W latach 70. XX wieku przyporządkowano i opracowano spis lokalnych części integralnych dla Tomtasówki-Kolonii Pęcławic zawarty w tabeli 1.

| Nazwa wsi – miasta                | Nazwy części wsi – miasta | Nazwy obiektów fizjograficznych – charakter obiektu |
| --------------------------------- | ------------------------- | --- |
| I. Gromada JURKOWICE              |                           | |
| 1. Tomtasówka-Kolo- nia Pęcławice | —                         | 1. Dodatki — pole 2. Kalugi — las 3. Klińce — pole 4. Muły — pole 5. Pod Kolejką — łąka 6. Pod Witoską — krzaki, nieużytki 7. Poręba — krzaki, bagna 8. Sitowina — pole, pastwisko 9. Skrzynki — krzaki, nieużytki 10. Wańtuchówka — pole 11. Za Górą — pole |

## Historia
Pod koniec XIX wieku wieś została wydzielona z wsi Pęcławice Górne wskutek uwłaszczenia. Wieś liczyła wówczas 8 domów i 40 mieszkańców. W 1921 r. wieś liczyła 20 domów i 140 mieszkańców, w tym 5 wyznania ewangelickiego i 9 wyznania mojżeszowego.

## Literatura
1. Kaczmarek Leon (red. nauk. zeszytu), Taszycki Witold (red. nauk. wyd.): Urzędowe Nazwy miejscowości i obiektów fizjograficznych. 33. Powiat staszowski województwo kieleckie. Komisja ustalania nazw miejscowości i obiektów fizjograficznych (do użytku służbowego). Z: 33. Warszawa: Urząd Rady Ministrów. Biuro do Spraw Prezydiów Rad Narodowych, 1970. Brak numerów stron w książce